# 皂角乡
皂角乡，是中华人民共和国四川省南充市南部县曾经下辖的一个乡。2019年10月，撤销皂角乡，将其所属行政区域划归升水镇管辖。

## 行政区划
皂角乡撤销前下辖以下地区：
偏柏树村、青龙庙村、长树岭村、玄帝垭村、杜家河村、高坡子村、长岭山村、南殿垭村、阆中垭村和铁炉寺村。